# Gien

Gien este o comună în departamentul Loiret din centrul Franței. În 1 ianuarie 2022 avea o populație de 13.431 de locuitori.